# Ignorance
"Ignorance" é uma canção da banda estadunidense Paramore, presente no terceiro álbum da banda, Brand New Eyes. Foi lançada como o primeiro single do álbum, o oitavo do Paramore lançado nos Estados Unidos e o nono da banda. A música está disponível para download digital desde o dia 7 de julho de 2009.

## Informações sobre a canção
A líder Hayley Williams falou para a revista Kerrang! sobre o significado da música em questão.
| “ | A meu ver, essa música é um marco na história da banda. A verdade é que crescer não é fácil. Nós somos cinco pessoas bem diferentes que tem que trabalhar para atingir o mesmo objetivo diariamente. Por várias vezes eu me sentia sozinha, com raiva ou até insegura. Eu não me sinto sempre bem quando eu tenho que confrontar pessoas, especialmente aquelas que eu amo, como os rapazes. Às vezes é necessário compôr uma música para fazer isso. A canção é de uma perspectiva de uma pessoa. Não é justo que eu seja a pessoa a falar sobre isso mas me ajudou bastante fazê-lo. A parte da música que diz "ignorance is your new best friend" ("ignorância é sua nova melhor amiga") é sobre a forma como eu me sentia quando perdia as pessoas e acho que é assim para a banda também. Mas está tudo bem, nós estamos crescendo. Eu amo essa canção. | ” |

## Videoclipe
As filmagens do video clipe oficial de "Ignorance" foram terminadas em 23 de Julho de 2009
, e estreou no dia 13 de Agosto na MTV.
O video mostra Hayley Williams cantando no meio do grupo e sendo ignorada pelos demais. Enquanto isso, uma lâmpada desce do teto do pequeno quarto e é agarrada por Williams e a luz fica somente sobre ela, apesar de ela tentar frequentemente esticar o fio para iluminar os outros membros da banda. O vídeo fica alternando entre a banda se apresentando em um pequeno quarto, e então em um grande estúdio com a banda tocando, e com Hayley em um pequeno tubo sendo presa e encurralada. O clipe termina com os outros membros da banda enrolando Williams no fio da lâmpada, em uma alusão aos 'holofotes' estarem sempre nela e não nos demais integrantes do Paramore.

## Críticas e recepção
Muitas críticas foram feitas a música e em geral foram boas. A HitFix deu um bom parecer à canção, dizendo "Enquanto 'Ignorance' abre portas para uma nova faceta do Paramore, assim como trouxe aos shows uma performance claramente mais confiante" e completou dizendo "e os velhos fãs de Paramore ficaram felizes em ouvir que a influência do Evanescence no som deles aparentemente foi embora".
Já James Montgomery, da Mtv News, fez uma análise do video clipe da canção e disse que acha que o sentido do video aparece em uma única cena, na parte em que a vocalista Hayley Williams aparece vestida com o que parece ser um uniforme de enfermeira. Montgomery disse em sua matéria "Algumas vezes uma fantasia é apenas uma fantasia". Para ele as imagens de Williams longe dos seus colegas da banda e cantando em uma realidade alternativa pode mostrar o esforço dela em manter sua banda unida. Para Montgomery, Ignorance é claramente o resurgimento de Paramore como uma banda mais confiante e madura.
Nos Estados Unidos, a canção alcançou algum sucesso chegando a posição n° 67 na Billboard Hot 100 e no 8º lugar nas paradas da Alternative Songs mas acabou ficando bem abaixo das expectativas. Por outro lado, no Reino Unido, a canção chegou a 14ª posição no UK Singles Chart, sendo esta a melhor posição de um single do Paramore por lá.

## Faixas
| CD Single |             |         |  |
| N.º       | Título      | Duração |  |
| 1.        | "Ignorance" | 3:38    |  |

| 7" Vinil (lançamento exclusivo da Hot Topic) |                               |         |  |
| N.º                                          | Título                        | Duração |  |
| 1.                                           | "Ignorance"                   | 3:38    |  |
| 2.                                           | "Ignorance" (Versão acústica) | 3:41    |  |

| CD Single (versão alemã) |                                               |         |  |
| N.º                      | Título                                        | Duração |  |
| 1.                       | "Ignorance" (Versão de estúdio)               | 3:38    |  |
| 2.                       | "Ignorance" (Acústico)                        | 3:40    |  |
| 3.                       | "Misery Business" (Ao vivo de Chicago)        | 4:39    |  |
| 4.                       | "That's What You Get" (Ao vivo de Chicago)    | 3:33    |  |
| 5.                       | "Ignorance" (Video clipe- iTunes Store bonus) |         |  |

## Paradas musicais
| Paradas (2009)              | Melhor posição |
| --------------------------- | -------------- |
| Austrália Singles Chart     | 35             |
| Áustria Singles Chart       | 17             |
| Canadá Hot 100              | 96             |
| Alemanha Singles Chart      | 42             |
| Irlanda Singles Chart       | 49             |
| Japão Hot 100               | 10             |
| Nova Zelândia Singles Chart | 32             |
| Suíça Singles Chart         | 82             |
| UK Singles Chart            | 14             |
| UK Rock Chart               | 1              |
| Billboard Hot 100           | 67             |
| Billboard Alternative Songs | 7              |
| Billboard Rock Songs        | 20             |
| Billboard Hot Rock Tracks   | 31             |